# 19822 Vonzielonka
19822 Vonzielonka è un asteroide della fascia principale. Scoperto nel 2000, presenta un'orbita caratterizzata da un semiasse maggiore pari a 2,3112424 UA e da un'eccentricità di 0,1156189, inclinata di 4,77796° rispetto all'eclittica.